# Нелсонвил (Висконсин)
Нелсонвил (енгл. Nelsonville) град је у америчкој савезној држави Висконсин.

## Демографија
По попису из 2010. године број становника је 155, што је 36 (-18,8%) становника мање него 2000. године.
| Група             | 2000.       | 2010.       |
| Белци             | 186 (97,4%) | 150 (96,8%) |
| Афроамериканци    | 0 (0,0%)    | 1 (0,6%)    |
| Азијати           | 0 (0,0%)    | 0 (0,0%)    |
| Хиспаноамериканци | 0 (0,0%)    | 2 (1,3%)    |
| Укупно            | 191         | 155         |